# ۱۳۵۸ (قمری)
۱۳۵۸ (قمری)، هزار و سیصد و پنجاه و هشتمین سال در گاهشماری هجری قمری است. اول محرم این سال برابر با بیست و یکم فوریه سال ۱۹۳۹ میلادی است.

## رویدادها
عاشورا حسینی

## درگذشتگان
- شیخ خزعل کعبی حاکم محمره خرمشهر

## وابسته
- سید علی خامنه‌ای
- محمد حبیب شاکر